# Cariboo Mountains Provincial Park
Der Cariboo Mountains Provincial Park (auch Cariboo Mountains Park) ist ein etwa 113.469 Hektar (ha) großer Provincial Park im östlichen Zentrum der kanadischen Provinz British Columbia, nordöstlich des Quesnel Lake.
Bei dem Park handelt es sich um einen sogenannten backcountry park. Diese Parks haben üblicherweise keine direkte Anbindung an eine offizielle Straße und sind nur über Schotterpisten oder Holzfällerstraßen zu erreichen.

## Anlage
Der Park liegt nordöstlich des Quesnel Lake im Cariboo Regional District, im Übergangsbereich von den Cariboo Mountains zum Interior Plateau. Er erstreckt sich von Nordwest nach Südost und grenzt im Nordwesten unmittelbar an den Bowron Lake Provincial Park sowie im Südosten unmittelbar an den Wells Gray Provincial Park. Diese drei Parks bilden ein zusammenhängendes, nicht ganz 800.000 ha großes Schutzgebiet. Der Park wird im Zentrum von Nordost nach Südwest vom Mitchell River, einem Nebenfluss des Quesnel River, durchflossen. In dessen Verlauf liegt der Mitchell Lake. Höchster Punkt ist der nordöstlich des Mitchell Lake auf der Parkgrenze gelegene Mount Lunn mit einer Höhe von 2918 m.
Bei dem Park handelt es sich um ein Schutzgebiet der IUCN-Kategorie II (Nationalpark).

## Geschichte
Der Park wurde am 13. Juli 1995 als einer der Provincial Parks in British Columbia unter dem Namen Mitchell Lake/Niagara Park eingerichtet. Im Laufe der Zeit wurden dabei sowohl seine Größe wie auch sein Schutzstatus geändert. Zuletzt wurde im Jahr 2000 sein Name auf den heutigen geändert.
Wie jedoch bei fast allen Provinzparks in British Columbia gilt auch für diesen, dass die Gegend, lange bevor sie von europäischen Einwanderern besiedelt oder sie Teil eines Parks wurde, in diesem Fall Jagd- und Fischfanggebiet verschiedener Gruppen der First Nations, hauptsächlich der Dakelh, war.

## Flora und Fauna
Mit dem Biogeoclimatic Ecological Classification (BEC) Zoning System wird das Ökosystem von British Columbia in verschiedene biogeoklimatische Zonen eingeteilt. Biogeoklimatische Zonen zeichnen sich durch ein grundsätzlich identisches oder sehr ähnliches Klima sowie gleiche oder sehr ähnliche biologische und geologische Voraussetzungen aus. Daraus resultiert in den jeweiligen Zonen dann grundsätzlich auch ein sehr ähnlicher Bestand an Pflanzen und Tieren. Innerhalb dieser Systematik wird der Park der Alpine Tundra Zone, der Engelmann Spruce—Subalpine Fir Zone und der Interior Cedar—Hemlock Zone zugeordnet.
Die Tierwelt im Park umfasst unter anderem Grizzlybären, Amerikanische Schwarzbären, Bergziegen, Elche, Mackenzie-Wölfe, Vielfraße und die seltenen Waldkaribus. Der Mitchell River und die anderen Flüsse bieten Laich-, Auf- und Nahrungshabitate für verschiedene Salmoniden, wie Rotlachs, Silberlachs, Königslachs, Stierforelle und Regenbogenforelle. 